# جونيور ألبيرتي
جونيور ألبيرتي (بالإسبانية: Junior Aliberti)‏ (16 يونيو 1984 في الأوروغواي - ) هو لاعب كرة قدم أوروغواني في مركز الهجوم. شارك مع منتخب الأوروغواي تحت 17 سنة لكرة القدم. أما مع النوادي، فقد لعب مع بيلا فيستا وديبورتيفو باستو ومونتيفيديو واندررز وميرامار ميشنس ونادي دانوبيو ونادي سبورتينغ كريستال وديبورتيفو مالدونادو والتانك سيلي وClub Plaza Colonia de Deportes ‏ وL.D.U. Loja ‏ وPatriotas Boyacá ‏ وأتليتيكو بروغريسو ‏ ونادي خوسيه جالفيز ‏ ونادي سيرو.

## وصلات خارجية
- جونيور ألبيرتي على موقع قاعدة بيانات كرة القدم.إي يو (الإنجليزية)
- جونيور ألبيرتي على موقع Soccerway.com (الإنجليزية)